# Variatio
La variatio (voce latina derivata da variare, «variare») è un procedimento che consiste nel modificare a livello fonetico, grammaticale, sintattico-morfologico o semantico i meccanismi della ripetizione, soprattutto quando non sono retoricamente motivati. Può anche essere definita opposta alla concinnitas della letteratura: alla simmetria e alla scorrevolezza di quest'ultima si contrappone un ritmo spezzato e mai banale.
Uno degli autori latini che fa più uso di questo artificio è sicuramente Sallustio, seguito da Tacito e da Seneca.
Forme di variatio sono la sinonimia, la paronomasia e il poliptoto.
Un esempio può essere:
(Lucio Anneo Seneca, ep. 88,33)